# Латвийский этнографический музей
Латви́йский этнографи́ческий музе́й под открытым небом (латыш. Latvijas Etnogrāfiskais brīvdabas muzejs) — один из крупнейших музеев под открытым небом в Европе. Основан в 1924 году.
Расположен в живописном месте на берегу Юглского озера, в стороне от городских построек, в микрорайоне Берги на окраине Риги.
На территории в 84 га находится 118 жилых, хозяйственных и общественных деревянных зданий, построенных в XVII—XX веках в разных исторических областях Латвии.

## История

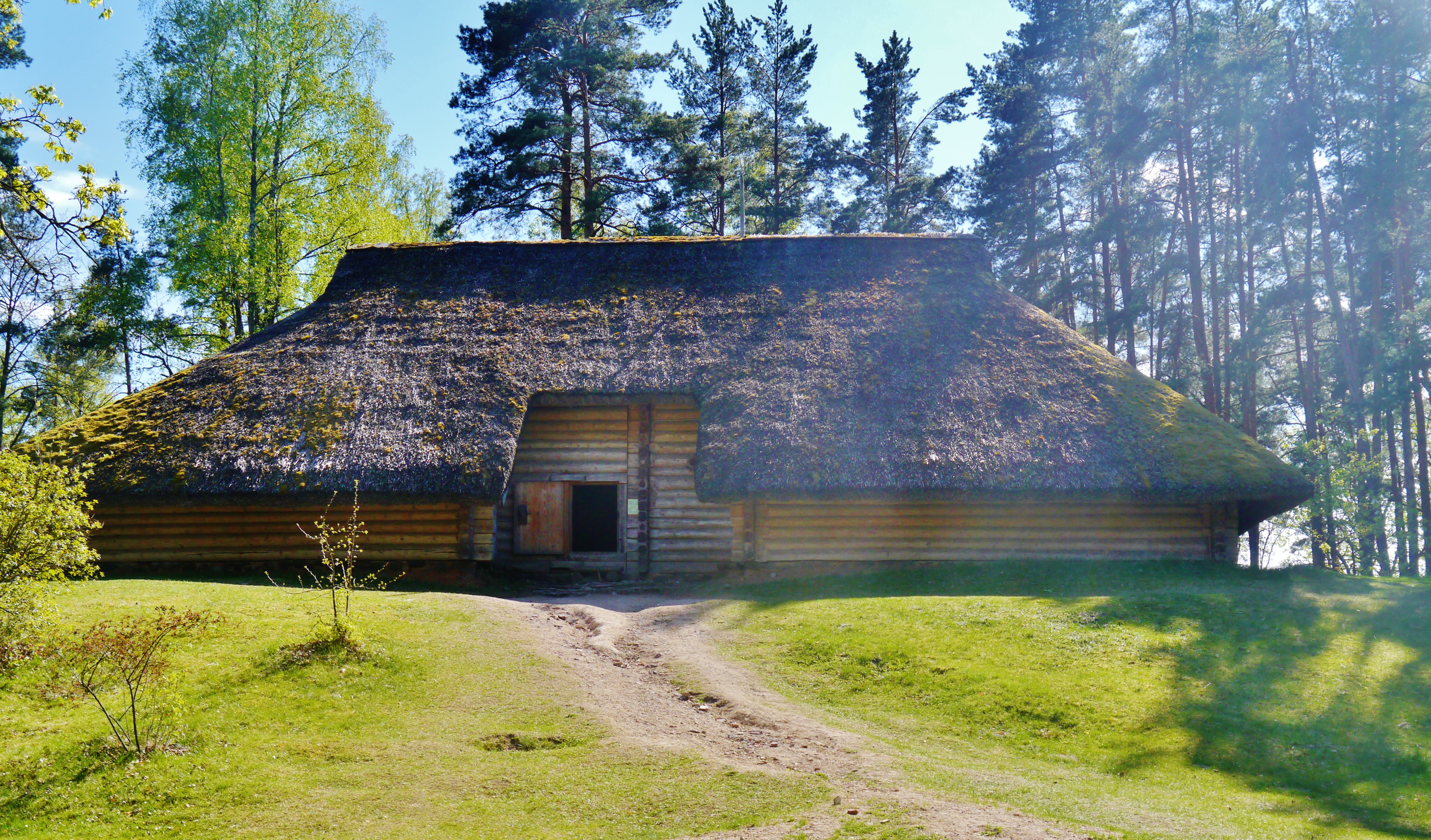
Первый экспонат музея — рига с хутора Ризги Вестиенской волости.

Музей был основан в 1924 году как Музей под открытым небом.
При организации музея главное внимание было уделено выявлению, перевозке и установке различных построек. Первое строение — рига с хутора Ризги Вестиенской волости (Видземе) — было перевезено в 1928 году, а открытие музея для посетителей состоялось в мае 1932 года, когда на его территории было установлено ещё 5 построек — мукомольня с хутора Дзени Виеталвской волости, шалашеобразная летняя кухня с хутора Эйбоки Айнажской волости, клеть из Дижлики Кулдигской волости и баня из Кокоровиши Дрицанской волости.
В 1930-е годы в музей было перевезено и установлено 35 построек и некоторое число мелких объектов.
С 1941 по 1945 год являлся филиалом Государственного исторического музея.
В период фашистской оккупации были повреждены постройки, уничтожены ограды и многие экспонаты. Погиб научный архив музея.
С 1945 года — Музей крестьянского быта.
В начале 1950-х годов был разработан 10-летний план развития музея, в ходе осуществления которого в музей было перевезено 18 построек, в том числе жилой дом и хлев курземского крестьянина-бедняка, жилой дом и горн латгальского гончара, кузница из Курземе, рига с жилыми каморами из Видземе и другие постройки.
В 1960 году получил современное наименование.
К 1964 году в музее было 47 построек, а фонды насчитывали 5225 музейных предметов. На территории музея было создано 4 сектора: курземский, земгальский, видземский и латгальский, соответствующие историко-культурным областям Латвии.
К середине 1980-х годов в музее было более 100 построек XVI—XX веков, перевезённых и установленных на площади 97 га. В фондах насчитывалось около 75 тысяч единиц хранения: предметы быта, орудия труда, средства передвижения, прикладное искусство, керамика, текстиль, музыкальные инструменты, фотографии и документы. Музей ежегодно посещали более 210 тыс. человек.

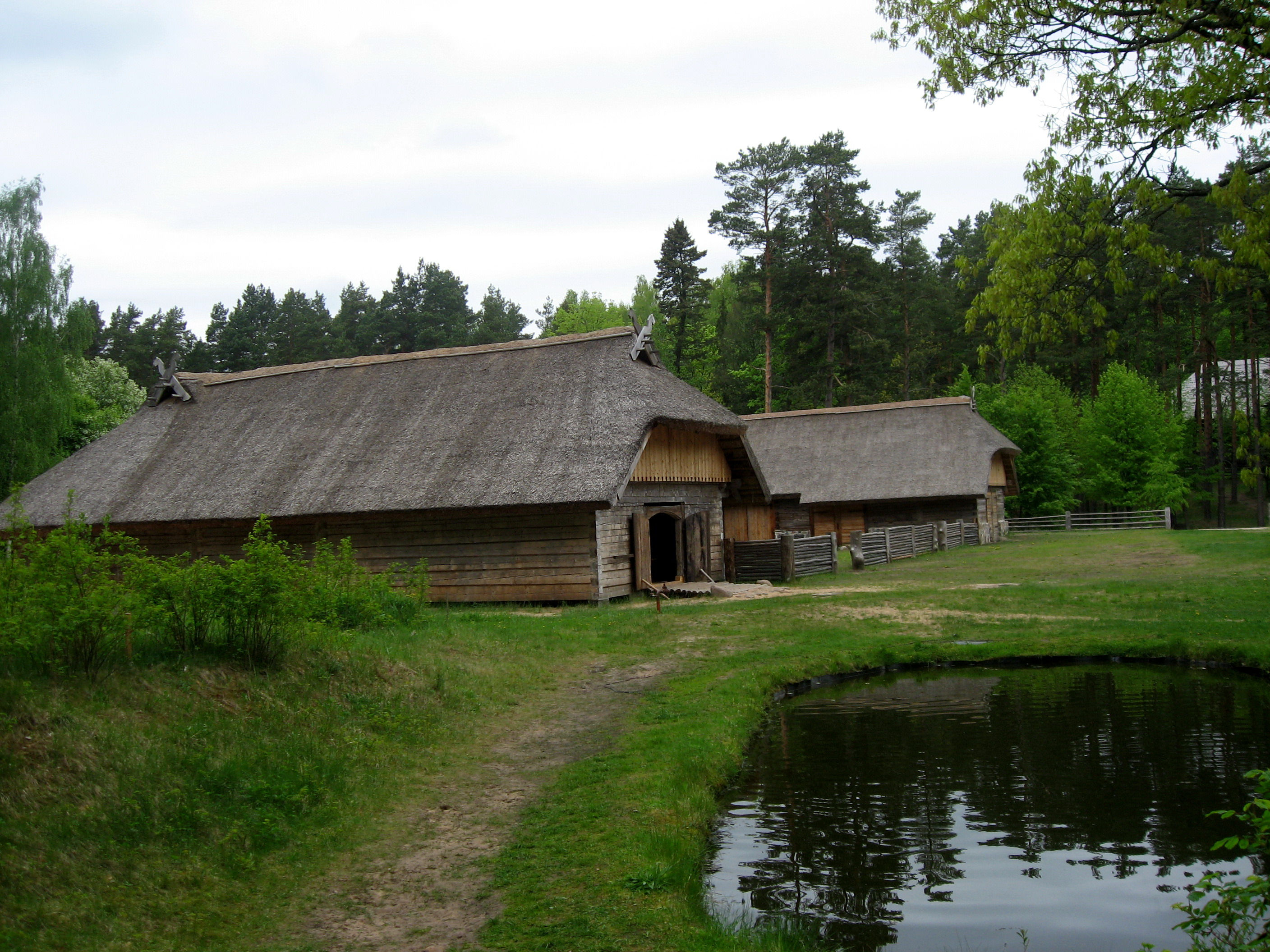
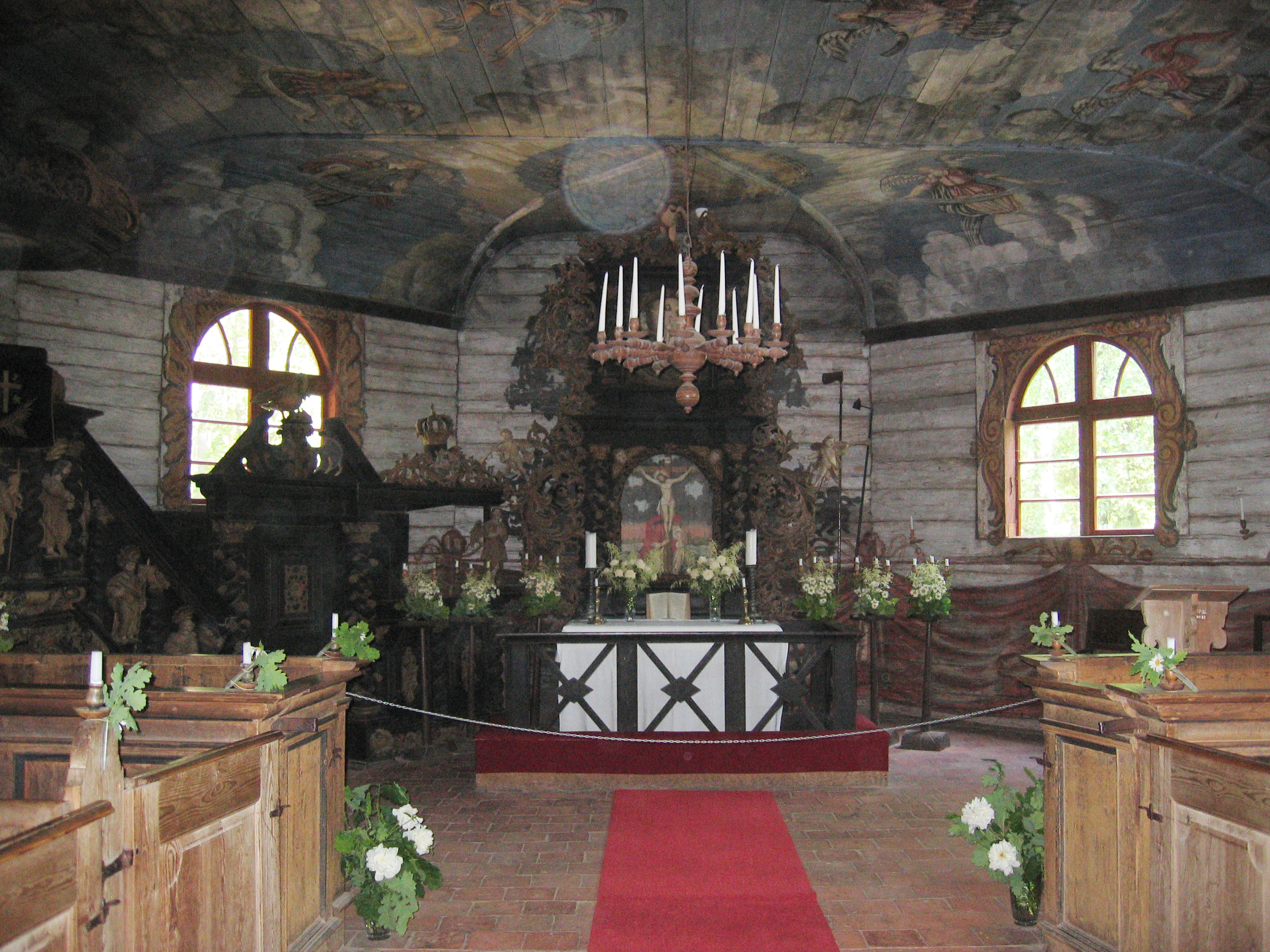
Интерьер церкви.
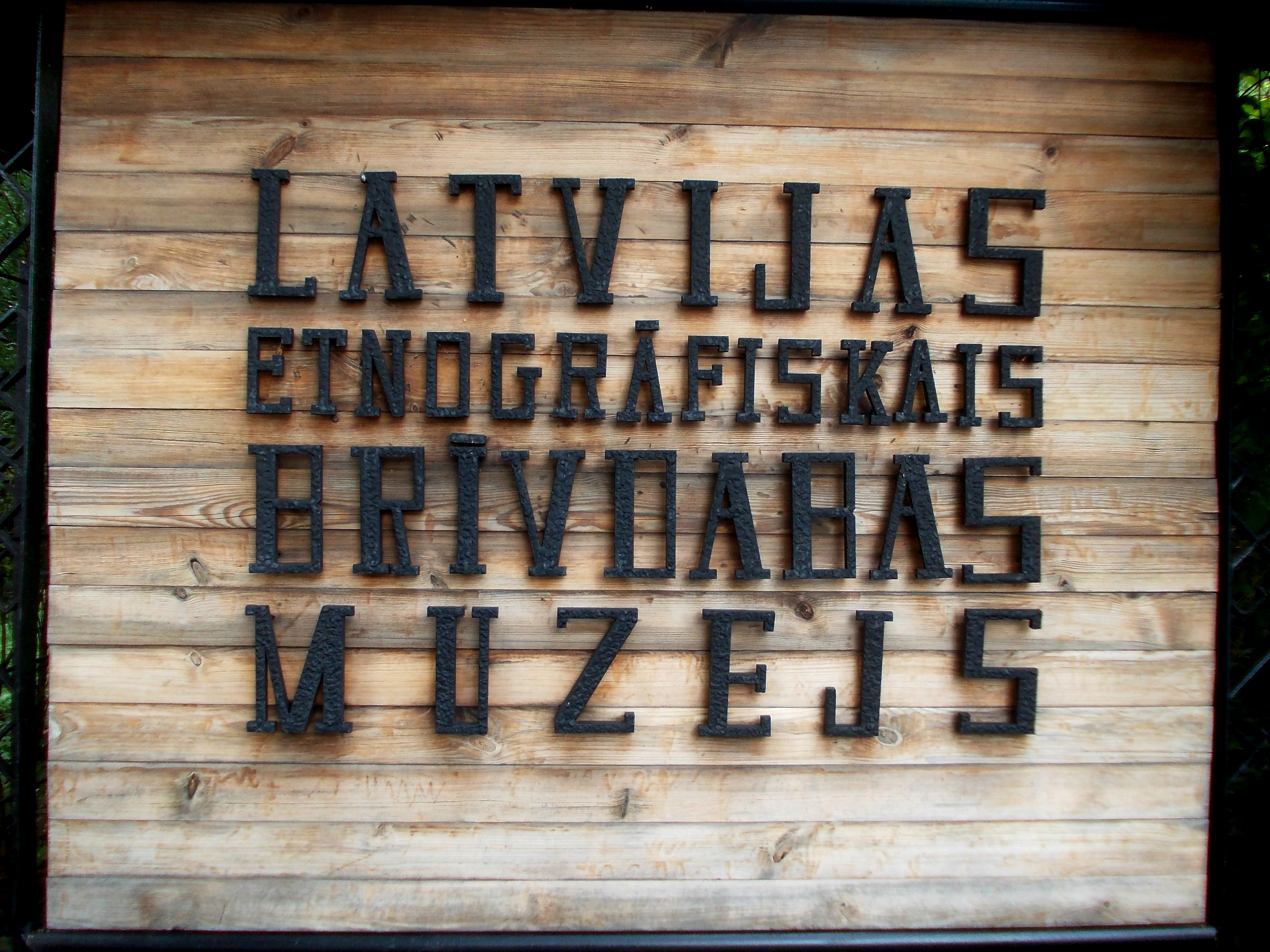
Вывеска

## Информация
- Сайт музея (латыш.)
- Виртуальный музей (латыш.)
- Ежегодная ярмарка ремёсел в Этнографическом музее (360° панорамы, фотографии, звук)
- Этнографический музей.